# Liga Nacional de Nueva Zelanda 2002
La Liga Nacional de Nueva Zelanda 2002 fue la trigésima segunda edición de la antigua primera división del país. Fue la tercera edición bajo el formato de National Soccer League. El Miramar Rangers obtuvo su primer título al vencer al Napier City Rovers en la final.

## Ascensos y descensos
| Pos | de la Liga Nacional |
| --- | ------------------- |
| 10º | Metro FC            |

| Pos | de la Promoción    |
| --- | ------------------ |
| 1º  | North Shore United |

## Equipos participantes
| Equipo                      | Ciudad           |
| --------------------------- | ---------------- |
| Canterbury United           | Christchurch     |
| Central United              | Auckland         |
| Dunedin Technical           | Dunedin          |
| Miramar Rangers             | Wellington       |
| Napier City Rovers          | Napier           |
| North Shore United          | North Shore      |
| Tauranga City United        | Tauranga         |
| Red Sox Manawatu            | Palmerston North |
| University-Mount Wellington | Auckland         |
| Waitakere City FC           | Waitakere        |

## Clasificación
| Pos | Equipo                      | PJ | G  | E | P  | GF | GC | Dif | Pts |
| --- | --------------------------- | -- | -- | - | -- | -- | -- | --- | --- |
| 1   | Napier City Rovers          | 18 | 13 | 3 | 2  | 50 | 27 | 23  | 42  |
| 2   | Miramar Rangers             | 18 | 11 | 4 | 3  | 51 | 22 | 29  | 37  |
| 3   | North Shore United          | 18 | 11 | 4 | 3  | 33 | 18 | 15  | 37  |
| 4   | Tauranga City United        | 18 | 9  | 5 | 4  | 36 | 18 | 18  | 34  |
| 5   | Canterbury United           | 18 | 8  | 4 | 6  | 31 | 30 | 1   | 28  |
| 6   | Red Sox Manawatu            | 18 | 7  | 1 | 10 | 32 | 43 | -11 | 22  |
| 7   | Central United              | 18 | 5  | 2 | 11 | 25 | 46 | -21 | 17  |
| 8   | Dunedin Technical           | 18 | 5  | 2 | 11 | 19 | 32 | -13 | 15  |
| 9   | University-Mount Wellington | 18 | 3  | 6 | 9  | 21 | 36 | -15 | 15  |
| 10  | Waitakere City              | 18 | 2  | 2 | 14 | 18 | 44 | -26 | 8   |

J: partidos jugados; G: partidos ganados; E: partidos empatados; P: partidos perdidos; GF: goles a favor;
 GC: goles en contra; DG: diferencia de goles; Pts: puntos
|  | Clasificación a los playoffs |

|  | Promoción con los ganadores de las ligas Norte, Centro y Sur |

## Playoffs

### Semifinales
| 26 de mayo de 2002 | Napier City Rovers | 0:3 (0:2) | Miramar Rangers                   | -, Napier |  |
|                    |                    |           | Ryan 5' · Little 25' · George 65' |           |  |

| 26 de mayo de 2002 | North Shore United | 0:1 (0:0) (t. s.) | Tauranga City United | -, North Shore |  |
|                    |                    |                   | Derry 109'           |                |  |

### Final preliminar
| 1 de junio de 2002 | Napier City Rovers                    | 5:3 (0:1) | Tauranga City United        | -, Napier |  |
|                    | Smeltz 52' 57' 85' 90+2' · Birnie 60' |           | Pilcher 34' 70' · Derry 50' |           |  |

### Final
| 8 de junio de 2002 | Miramar Rangers                        | 3:1 (2:0) | Napier City Rovers | Newtown Park, Wellington                                |                                                         |
|                    | Little 27' · George 37' · Thompson 79' |           | Gearey 76'         | Asistencia: 2500 espectadores Árbitro(s): Steve Sargent | Asistencia: 2500 espectadores Árbitro(s): Steve Sargent |

| Bandera de Nueva Zelanda           |
| Campeón Miramar Rangers 1.º título |